# Happening Here
Happening Here é o segundo single digital da cantora Ayumi Hamasaki lançado no dia 21 de dezembro de 2011.[carece de fontes?] A música é um cover do grupo japonês TRF do qual Ayumi já tinha regravado a canção "Teens" usada como B-side do seu single Startin' / Born to Be....  A canção foi usada como tema do seu show de fim de ano Countdown Live 2011-2012 A: Hotel Love Songs e também como tema da turnê Arena Tour 2012 A: Hotel Love Songs.

## Faixas
| N.º | Título           | Letras                         | Música         | Arreglistas(s) | Duração |  |
| 1.  | "Happening Here" | Tetsuya Komuro, Takahiro Maeda | Tetsuya Komuro | Tetsuya Komuro | 4:41    |  |